# Milan Pančevski
Milan Pančevski (* 16. Mai 1935 in Debar, Banschaft Vardar, Königreich Jugoslawien; † 9. Januar 2019, Nordmazedonien) war ein jugoslawischer Politiker und letzter Vorsitzender des Bundes der Kommunisten Jugoslawiens (BdKJ).

## Leben
Der aus Mazedonien stammende Pančevski studierte nach dem Schulbesuch an der Hochschule für politische Wissenschaften in Belgrad und wurde 1957 Mitglied des BdKJ. Nach Beendigung des Studiums wurde er zunächst Leiter des Wasseramtes seiner Geburtsstadt und in dieser auch Vorsitzender des Kommunistischen Jugendbundes. Später war er in Debar auch Präsident des Stadtausschusses der Sozialistischen Allianz der Werktätigen (SSRNJ), der größten und einflussreichsten Massenorganisation Jugoslawiens, und Politsekretär des BdKJ-Stadtkomitees sowie Mitglied des Exekutivkomitees der Konferenz der Sozialistischen Republik Mazedonien.
Des Weiteren war er Mitglied der Kontrollkommission des Zentralkomitees des Bundes der Kommunisten Mazedoniens sowie Mitglied des Bundesrates, der Kammer der Bundesversammlung, die sich aus den Delegierten der Selbstverwaltungsorganisationen und gesellschaftspolitischen Organisationen zusammensetzte.
Seit den 1980er Jahren gehörte er als Mitglied dem Präsidium des BdKJ an. Darüber hinaus war er vom 5. Mai 1984 bis Juni 1986 Sekretär des Zentralkomitees (ZK) des BdKJ der Sozialistischen Republik Mazedonien und damit mazedonischer Parteichef. Bereits in dieser Funktion unterstützte er die Bemühungen der Sozialistischen Republik Serbien, dass die überwiegend von Albanern bewohnte und 1974 geschaffene Sozialistische Autonome Provinz Kosovo wieder dem Zuständigkeitsbereich von Serbien zugeordnet wird.
Am 17. Mai 1989 wurde er vom Präsidium des BdKJ turnusmäßig als Nachfolger von Stipe Šuvar zum Präsidenten gewählt und somit zum jugoslawischen Parteichef. Bei der Wahl erhielt er 17 Stimmen und konnte sich dabei klar gegen seinen Gegenkandidaten und mazedonischen Landsmann Vasil Tupurkovski durchsetzen, der lediglich fünf Stimmen bekam. Šuvar wiederum wurde Mitglied im Präsidium der Sozialistischen Föderativen Republik Jugoslawien, dem kollektiven Staatsoberhaupt der SFRJ.
Während seiner Tätigkeit als Präsident des BdKJ fand vom 20. bis zum 22. Januar 1990 in Belgrad der 14. Kongress des Bundes der Kommunisten Jugoslawiens statt. Aufgrund der Streitigkeiten zwischen den Teilrepubliken beendete Pančevski schließlich die Arbeit des Kongresses und sagte, er werde die Arbeit weiterführen, was jedoch nie geschah. Damit endete am 22. Januar 1990 nach 45 Jahren de facto die Herrschaft der Kommunistischen Partei in Jugoslawien.